# Bosmoreau-les-Mines
Bosmoreau-les-Mines är en kommun i departementet Creuse i regionen Nouvelle-Aquitaine i de centrala delarna av Frankrike. Kommunen ligger i kantonen Bourganeuf som tillhör arrondissementet Guéret. År 2022 hade Bosmoreau-les-Mines 226 invånare.

## Befolkningsutveckling
Antalet invånare i kommunen Bosmoreau-les-Mines
Referens:INSEE